# Лі Бінцзє
Лі Бінцзє (3 березня 2002) — китайська плавчиня, бронзова призерка Олімпійських ігор 2020 року.
Призерка Чемпіонату світу з водних видів спорту 2017 року.
Чемпіонка світу з плавання на короткій воді 2018 року.
Переможниця Азійських ігор 2018 року.

## Виступи на Олімпійських іграх
| Олімпіада  | Дисципліна                | Місце |
| ---------- | ------------------------- | ----- |
| Токіо 2020 | 400 метрів вільним стилем | 3     |